# Compaq Concerto
Compaq Concerto — це ноутбук зі знімною клавіатурою, виробленою компанією Compaq та представлений у 1993 році. Concerto став першим масовим планшетним комп'ютером, виробленим Compaq, з часом його будуть називати попередником планшетів та 2 в 1.

## Технічні характеристики
Усього було випущено три моделі Compaq Concerto, різниця між ними була у процесорі та ємністю жорсткого диску.  
У планшетному комп'ютері процесором став Intel 486SL з тактовою частотою 25 МГц або 33 МГц, у залежності від комплектації. 25-МГц модель була доступна з IDE жорстким диском об'ємом 120 або 240 МБ, а 33-МГц модель, лише з жорстким диском на 240 МБ. Також Concerto мав вбудований дисковод для 3,5-дюймовий гнучких дисків на 1,44 МБ. Усі вони мали 4 МБ припаяної до материнської плати, оперативної пам'яті, яку можна було розширити до 20 МБ, за допомогою пропрієтарного модуля пам'яті на 16 МБ. Compaq Concerto також став першим пристроєм від Compaq, який підтримував PCMCIA. У ноутбуці було два слота PCMCIA II типу, і можна було використовувати як один слот PCMCIA III типу. Також окремо до комплектації міг бути і внутрішній модем. Окрім PCMCIA слотів, та можливого модем-роз'єму, на корпусі були VGA, PS/2, COM1, LPT, а також роз'єм під окрему док-станцію. 
Конструкція Concerto була більше схожа на сучасні планшети, у даному випадку усі компоненти (материнська плата, жорсткий диск, дисковод для гнучких дисків і слоти розширення) знаходилися за екраном, а клавіатура використовувалась як кришка, яку можна було повністю зняти, тим самим роблячи Compaq Concerto, планшетним комп'ютером. У корпусі було передбачено також окреме місце під стилус. 
Стилус Compaq розробляла разом із Wacom, вона живилася від чотирьох батарейок формата таблеток, та працювала з ноутбуком через радіоканал. Дизайн стилуса більше нагадував ручку, мав такі особливості, як:
- Кнопка на стилусі, за допомогою якої можна було зробити подвійне клацання або клацання правою кнопкою миші. (дотик до екрану давав один клік).
- Окрім визначення положення стилуса, курсор міг відображатися навіть тоді, коли стилус знаходилося на відстані до 1 см від екрана.

Усі моделі постачалися з версією MS-DOS 6.2 та Windows for Pen Computing, спеціальною версією Windows 3.1 з необхідними доповненнями для роботи зі стилусом, включаючи розпізнавання рукописного введення тексту. Окрім надбудови для стилусу від Compaq також було встановлено додатковий набір розширень DOS для керування живленням, конфігурацією та довідковою інформацією для конкретної моделі.